# Olof Perman
Olof Perman (i riksdagen kallad Perman i Fränsta), född 22 maj 1844 i Torps församling, Västernorrlands län, död där 3 december 1908, var en svensk grosshandlare och riksdagspolitiker.
Han var verksam som grosshandlare i Fränsta i Torps socken. Han var som riksdagsman ledamot av riksdagens andra kammare.